# ГогольTrain
«ГогольTrain» — фірмовий пасажирський артпоїзд Південно-Західної залізниці, що призначається раз на рік в рамках фестивалю «ГогольFest».
Перший у Європі артпоїзд.

## Історія
Потяг є спільним проектом «Укрзалізниці» та «ГогольFest». До складу поїзда входять 10 вагонів, розфарбованих в особливій лівреї у стилі стрит-арту. На відміну від фестивальних потягів, «ГогольTrain» не просто чартер до фестивальної локації, а сам по собі івент і культурне явище на колесах. Пасажири — учасники фестивалю, серед яких музиканти, артисти, режисери, художники, митці, культурні та громадські діячі, фахівці креативних індустрій.
Перший рейс за маршрутом Київ — Маріуполь здіснений у квітні 2019 року.
Вдруге артпоїзд курсував за маршрутом Київ — Херсон у вересні 2020 року.
У 2021 році в рамках відзначення 30-ї річниці Незалежності України поїзд здійснить 6 рейсів за різними маршрутами:
- Київ — Одеса — Київ (Одеський міжнародний кінофестиваль)
- Київ — Кам'янець-Подільський — Київ (Respublica Fest)
- Київ — Херсон — Київ (Dream ГОГОЛЬFest)
- Київ — Харків — Київ (Parade Fest)
- Київ — Львів — Київ (Book Forum Lviv)
- Київ — Дніпро — Київ (DniPRO ГОГОЛЬFest).

Перший рейс за маршрутом Київ — Одеса (в рамках Одеського кінофестивалю) приурочений пам'яті художника Олександра Ройтбурда.

## Інформація про курсування

### 2019

#### № 210/209
Київ —  Маріуполь

26 квітня 2019 року вирушив у рейс, а назад 28 квітня.
| Розклад руху потяга «ГогольTrain» | Розклад руху потяга «ГогольTrain» | Розклад руху потяга «ГогольTrain» | Розклад руху потяга «ГогольTrain» | Розклад руху потяга «ГогольTrain» |
| Час прибуття                      | Час відправлення                  | Станція                           | Час прибуття                      | Час відправлення                  |
| --------------------------------- | --------------------------------- | --------------------------------- | --------------------------------- | --------------------------------- |
| —                                 | 15:07                             | Київ                              | 12:20                             | —                                 |
| 08:43                             | —                                 | Маріуполь                         | —                                 | 18:07                             |

### 2020

#### № 278/277
Київ —  Херсон

3 вересня 2020 року вирушив у рейс, а назад 6 вересня
| Розклад руху потяга «ГогольTrain» | Розклад руху потяга «ГогольTrain» | Розклад руху потяга «ГогольTrain» | Розклад руху потяга «ГогольTrain» | Розклад руху потяга «ГогольTrain» |
| Час прибуття                      | Час відправлення                  | Станція                           | Час прибуття                      | Час відправлення                  |
| --------------------------------- | --------------------------------- | --------------------------------- | --------------------------------- | --------------------------------- |
| —                                 | 21:48                             | Київ                              | 07:04                             | —                                 |
| 08:23                             | —                                 | Херсон                            | —                                 | 21:37                             |

### 2021

#### № 202/201
Київ —  Одеса

13 серпня 2021 року вирушив у рейс, а назад 21 серпня.
| Розклад руху потяга «ГогольTrain» | Розклад руху потяга «ГогольTrain» | Розклад руху потяга «ГогольTrain» | Розклад руху потяга «ГогольTrain» | Розклад руху потяга «ГогольTrain» |
| Час прибуття                      | Час відправлення                  | Станція                           | Час прибуття                      | Час відправлення                  |
| --------------------------------- | --------------------------------- | --------------------------------- | --------------------------------- | --------------------------------- |
| —                                 | 22:00                             | Київ                              | 10:30                             | —                                 |
| 08:46                             | —                                 | Одеса                             | —                                 | 23:56                             |

 Київ —  Кам'янець-Подільський

27 серпня 2021 року вирушить у рейс, а назад 29 серпня.
| Розклад руху потяга «ГогольTrain» | Розклад руху потяга «ГогольTrain» | Розклад руху потяга «ГогольTrain» | Розклад руху потяга «ГогольTrain» | Розклад руху потяга «ГогольTrain» |
| Час прибуття                      | Час відправлення                  | Станція                           | Час прибуття                      | Час відправлення                  |
| --------------------------------- | --------------------------------- | --------------------------------- | --------------------------------- | --------------------------------- |
| —                                 | 20:21                             | Київ                              | 04:47                             | —                                 |
| 04:51                             | —                                 | Кам'янець-Подільський             | —                                 | 18:55                             |

 Київ —  Херсон

3 вересня 2021 року вирушить у рейс, а назад 5 вересня.
| Розклад руху потяга «ГогольTrain» | Розклад руху потяга «ГогольTrain» | Розклад руху потяга «ГогольTrain» | Розклад руху потяга «ГогольTrain» | Розклад руху потяга «ГогольTrain» |
| Час прибуття                      | Час відправлення                  | Станція                           | Час прибуття                      | Час відправлення                  |
| --------------------------------- | --------------------------------- | --------------------------------- | --------------------------------- | --------------------------------- |
| —                                 | 20:20                             | Київ                              | 05:52                             | —                                 |
| 05:31                             | —                                 | Херсон                            | —                                 | 21:05                             |

 Київ —  Харків

10 вересня 2021 року вирушить у рейс, а назад 12 вересня.
| Розклад руху потяга «ГогольTrain» | Розклад руху потяга «ГогольTrain» | Розклад руху потяга «ГогольTrain» | Розклад руху потяга «ГогольTrain» | Розклад руху потяга «ГогольTrain» |
| Час прибуття                      | Час відправлення                  | Станція                           | Час прибуття                      | Час відправлення                  |
| --------------------------------- | --------------------------------- | --------------------------------- | --------------------------------- | --------------------------------- |
| —                                 | 23:18                             | Київ                              | 06:03                             | —                                 |
| 07:52                             | —                                 | Харків                            | —                                 | 22:11                             |

 Київ —  Львів

17 вересня 2021 року вирушить у рейс, а назад 20 вересня.
| Розклад руху потяга «ГогольTrain» | Розклад руху потяга «ГогольTrain» | Розклад руху потяга «ГогольTrain» | Розклад руху потяга «ГогольTrain» | Розклад руху потяга «ГогольTrain» |
| Час прибуття                      | Час відправлення                  | Станція                           | Час прибуття                      | Час відправлення                  |
| --------------------------------- | --------------------------------- | --------------------------------- | --------------------------------- | --------------------------------- |
| —                                 | 20:28                             | Київ                              | 08:40                             | —                                 |
| 05:32                             | —                                 | Львів                             | —                                 | 00:08                             |

 Київ —  Дніпро
1 жовтня 2021 року вирушить у рейс, а назад 3 жовтня.
| Розклад руху потяга «ГогольTrain» | Розклад руху потяга «ГогольTrain» | Розклад руху потяга «ГогольTrain» | Розклад руху потяга «ГогольTrain» | Розклад руху потяга «ГогольTrain» |
| Час прибуття                      | Час відправлення                  | Станція                           | Час прибуття                      | Час відправлення                  |
| --------------------------------- | --------------------------------- | --------------------------------- | --------------------------------- | --------------------------------- |
| —                                 | 21:47                             | Київ                              | 05:52                             | —                                 |
| 06:38                             | —                                 | Дніпро                            | —                                 | 22:33                             |